# Porucha osobnosti
Poruchy osobnosti (dřívějším názvem psychopatie nebo též anomální osobnost). Jedná se o poruchy – osobnostní odchylky, nikoli o duševní nemoci (psychózy, schizofrenie a bipolární afektivní nemoci); spolu s nimi mohou být nejčastěji přidruženy poruchy neurotické. Představují soubor trvalých povahových odchylek vytvářejících nevyváženou (disharmonickou) nebo zvýrazněnou (akcentovanou) osobnost, u níž jsou některé její složky příliš zdůrazněny a jiné potlačeny. Porucha ovlivňuje chování a prožívání i uvažování postiženého, někdy ztěžuje jeho zařazení do společnosti a vytváření mezilidských vztahů. Nejedná se o duševní onemocnění – osoba si uvědomuje realitu a je za své chování zodpovědná, na rozdíl od duševních nemocí jako jsou schizofrenie nebo bipolární porucha. Rozvíjí se již od dospívání a trvá zpravidla po celý život, byť se ve středním věku a stáří stává méně výraznou.
Pro okolí bývají nejvíce patrné jejich zakořeněné, stereotypní a neměnné způsoby chování a reagování na široký okruh různých situací. Díky tomuto omezenému repertoáru reakcí mívají tito lidé často problémy vyrovnat se s obtížnými situacemi, nebo na ně (ve snaze to zvládnout) reagují způsobem, který ubližuje jim, nebo lidem v jejich okolí. Porucha osobnosti tedy ovlivňuje veškeré oblasti života daného člověka a jeho chování také často výrazně ovlivňuje život lidí okolo něj.
Protože vlastnosti, které okolí hodnotí jako „poruchové“, jsou součástí osobnosti daného člověka, on je obvykle vnímá jako normální, jemu vlastní. A to i přesto, že vedou ke konfliktům s ostatními, což mu způsobuje bolest a utrpení. Stává se tedy, že lidé s poruchou osobnosti nevidí problém u sebe, ale u ostatních. Naopak duševní porucha je patologický stav a je i subjektivně vnímána jako nedostatek duševního zdraví.

## Definice poruch osobnosti

### Definice podle Mezinárodní klasifikace nemocí (MKN-10)
Podle Mezinárodní klasifikace nemocí (v desáté revizi, MKN-10 – v roce 2025 probíhá v Česku implementace následující, jedenácté revize) vytvořené Světovou zdravotnickou organizací, jsou poruchy osobnosti:
„hluboce zakořeněné a trvalé vzorce chování, ukazující neměnnou odpověď na širokou škálu osobních a sociálních situací. Reprezentují extrémní nebo významné odchylky od způsobů, kterými průměrný člověk v dané kultuře vnímá, myslí, cítí a zvláště má vztahy k druhým. Takové vzorce chování mají tendenci být stabilní a zahrnovat různé oblasti chování a psychologického fungování. Jsou často, i když ne vždy, sdruženy s různým stupněm subjektivní tísně a narušení sociálního výkonu.“ 

#### Diagnostická kritéria podle MKN-10
MKN-10 udává pro specifické poruchy osobnosti následující obecná diagnostická kritéria:
| „G1 | Je průkazné, že charakteristická a trvalá vnitřní struktura a projevy chování jedince jsou jako celek zřetelně odchylné od očekávaného přijatelného průměru chování dané společnosti (nebo od „normy“). Tato odchylka se musí projevovat ve více než jedné z následujících oblastí: 1. poznávání, tj. způsoby vnímání a interpretace věcí, lidí a událostí; formování přístupů k sobě a ostatním a představ o sobě a ostatních; 2. emotivita (rozsah, intenzita, a přiměřenost emočního vznětu a odpovědi); 3. ovládání svých impulzů a uspokojování potřeb; 4. způsob chování k ostatním a zvládání interpersonálních situací. |
| G2  | Odchylka se musí projevovat jako výrazně nepřizpůsobivé, maladaptivní nebo jiným způsobem dysfunkční chování v rámci širšího okruhu osobních a sociálních situací, tj. není omezena pouze na specifický „spouštěcí“ moment nebo specifickou situaci. |
| G3  | Způsob kritéria G2 je příčinou osobních obtíží nebo má nepříznivý dopad na sociální prostředí nebo má oba důsledky. |
| G4  | Musí být průkazné, že odchylka je stálá nebo dlouhotrvající a že začala ve věku pozdního dětství nebo adolescence. |
| G5  | Odchylku nelze vysvětlit jako projev nebo důsledek jiné duševní poruchy dospělého věku, i když současně s odchylkou se mohou vyskytovat nebo na ni nasedat epizodické nebo chronické stavy z oddílu F00-F59 nebo F70-F79. |
| G6  | Jako možná příčina odchylky musí být vyloučeno organické onemocnění, úraz nebo dysfunkce mozku. (Pokud lze prokázat organickou příčinu, měla by být použita kategorie F07.)“ |

### Definice podle Diagnostického a statistického manuálu (DSM-IV)
Podle Diagnostického a statistického manuálu (aktuálně ve čtvrté revizi – DSM-IV), vytvořeného Americkou psychiatrickou asociací a užívaného hlavně v USA, je porucha osobnosti:
„přetrvávající vzorec prožívání a chování, který se významně odlišuje od očekávání v kultuře, ve které jedinec žije, je rozsáhlý a nepružný, má počátek v adolescenci nebo raném dětství, je stabilní v průběhu času a způsobuje utrpení nebo poškození“.

## Přehled poruch osobnosti podle MKN-10
Následující přehled zahrnuje specifické poruchy osobnosti. 

### Specifické poruchy osobnosti (F60)

#### Paranoidní porucha osobnosti (F60.0)
Dřívější názvy paranoidní poruchy osobnosti byly například osobnost kverulantská či osobnost fanatická. 
Mezi charakteristické znaky patří: 
- podezřívavost a sklon překrucovat a mylně interpretovat neutrální nebo přátelsky laděné chování druhých jako nepřátelské, pohrdavé, záštiplné, urážlivé, perzekuční, apod.
- celoživotní nedůvěřivost vůči druhým, „konspirační“ vysvětlování událostí
- bojovný a úporný smysl pro osobní práva bez ohledu na bezprostřední situaci
- nadměrná citlivost k odmítnutí
- vztahování všeho ke svému já, zdůrazňování důležitosti vlastní osoby
- sklon k trvalé zášti
- brání své soukromí, skrývá své „nedostatky“
- opakované neoprávněné podezřívání partnera / partnerky z nevěry
- nízké sebevědomí kvůli možným nedostatkům (například ve vzhledu)
- sebevražedné sklony, opakované pobyty v psychiatrických zařízeních, žádosti o asistovanou dobrovolnou sebevraždu (eutanázie) atp.
- možné sklony k mírnému alkoholismu
- nadužívání předepsaných psychofarmak či jiných léků a jejich kombinace s alkoholem
- Vnitřní přesvědčení a logika: „Druzí lidé jsou zlí. Kdybych druhým věřil, mohli by mi uškodit. Když si dám pozor, můžu se ubránit.“

#### Schizoidní porucha osobnosti (F60.1)
Je to dlouhodobá porucha osobnosti charakterizovaná odtažitostí od sociálních vztahů a omezeným vyjadřováním emocí v mezilidských interakcích. Osoby s touto poruchou se vyhýbají blízkým vztahům a preferují samotu, přičemž často vykazují malé nebo žádné potěšení z většiny aktivit. Mají potíže vyjadřovat pocity, bývají rezervovaní, a působí chladně nebo lhostejně. Tato porucha se zpravidla projevuje v dospělosti a je často stabilní po celý život. 
Mezi charakteristické znaky této poruchy osobnosti patří:
- emoční chlad, odstup nebo oploštělá afektivita, omezená schopnost vyjadřovat vřelé, něžné city, ale i zlobu vůči jiným lidem
- lhostejnost ke chvále a kritice, uzavřenost, izolace, monotónní samotářské aktivity
- nadměrný únik do fantazie a introspekce, protože jen málo činností, pokud vůbec nějaké, skýtá potěšení
- malý zájem o sex, nedostatek touhy po vztazích
- necitlivost pro společenské normy a konvence
- vnitřní přesvědčení a logika: „Jsem nepřizpůsobivý, soběstačný a jsem samotář. Druzí lidé mi nemají co nabídnout. Když si budu od druhých udržovat odstup, bude se mi dařit lépe. Kdybych se snažil mít vztahy, nefungovaly by. Vztahy nic nepřinášejí.“

#### Disociální porucha osobnosti (F60.2)
Mezi dřívější názvy této poruchy také patří osobnost amorální, osobnost antisociální (tj. protispolečenská), osobnost asociální (to však znamená nespolečenskost), osobnost psychopatická, osobnost sociopatická. 
Mezi charakteristické znaky této poruchy osobnosti patří:
- uspokojování vlastních potřeb bez ohledu na jiné, trvalá nezodpovědnost a bezohlednost vůči společenským normám, pravidlům a závazkům
- nezájem o city druhých
- neschopnost udržovat trvalé vztahy
- nízká tolerance k frustraci, nízký práh pro uvolnění agrese a násilí
- neschopnost poučit se ze zkušenosti, zvláště z trestu
- neschopnost pociťovat vinu, svádění viny na jiné, nalézání výmluv pro své chování
- vnitřní přesvědčení a (v některých výjimečných případech oprávněná) logika: „Druzí by mě mohli vykořisťovat, zneužívat. Když nebudu jednat první, mohou mi ublížit. Když můžu využít první, budu ve výhodě. Druzí jsou hlupáci a zoufalci, zatímco já jsem pravděpodobně génius“ (existují výjimky, a to jsou naopak inteligentní lidé, tj. skutečně výjimečný inteligentní člověk); neinteligentní bandita – (aniž jsem si to ještě uvědomil…) „Já, narcistický egoista, jsem silný a chytrý.“

#### Emočně nestabilní porucha osobnosti (F60.3)

##### Typ impulzivní (F60.30)
Také se dříve nazývala jako osobnost agresivní nebo osobnost explozivní.
Charakteristické znaky:
- tendence k neuváženému jednání
- nesnášenlivé chování, konfliktnost
- výbuchy hněvu a zuřivost, a to zejména při [konstruktivní] kritice
- obtížné setrvávání u činností
- nestálá a nevypočitatelná nálada

##### Typ hraniční (F60.31)
Dřívější název zahrnuje osobnost hraniční.
Charakteristické znaky:
- nejasná představa o sobě (vnitřní preference, sexualita, …)
- intenzivní, nestálé vztahy
- snaha vyhnout se odmítnutí
- sklony k sebepoškozování, sebevražedné sklony
- chronické pocity prázdnoty

#### Histrionská porucha osobnosti (F60.4)
Dříve se také nazývala jako osobnost hysterická, osobnost psychoinfantilní (pozn.: z lat. histriō, -ōnis, m. = herec, kejklíř, komediant)
Mezi charakteristické znaky patří:
- sebedramatizace, teatrálnost, přehnaný projev emocí, nedostatečná racionální kontrola
- vyhledávání vzrušení, při kterém je postižený středem pozornosti, egocentričnost, nápadný vzhled a chování
- sugestibilita, citová zranitelnost, mělká labilní emotivita
- častá manipulace s druhými pro dosažení vlastních cílů, nedostatek ohledu na druhé, intrika
- aktivita, společenskost, trvalé vyžadování ocenění
- koketérie, soustředění na fyzickou přitažlivost
- stálá nespokojenost s tím, jak věci vypadají, neustálé problémy v mezilidských vztazích
- vnitřní přesvědčení a logika: „Druzí si mě nebudou vážit pro mě samotného. Když nebudu zábavný, nebudu pro druhé přitažlivý. Když se budu chovat dramaticky, získám pozornost druhých a jejich přijetí. Jsem velkolepý. Lidé jsou tady proto, aby mi sloužili anebo aby mě obdivovali.“

#### Anankastická porucha osobnosti (F60.5)
Dřívější názvy zahrnují osobnost kompulzivní, osobnost obsesivní, osobnost obsedantně-kompulzivní (pozn.: na rozdíl od osob trpících obsedantně-kompulzivní poruchou, kterým tato porucha znepříjemňuje život, jsou obsedantně-kompulzivní osobnosti na své vlastnosti pyšné.)
Mezi charakteristické znaky patří:
- perfekcionismus, nezdravé|přílišné zabývání se detaily na úkor efektivity, kvalitou, pravidly, seznamy, pořádkem, plány (organizací budoucnosti)
- nezdravé|nadměrné pochyby a obavy, skrupulozita
- nezdravá|přílišná svědomitost, puntičkářství
- sociální konvenčnost, rigidita, paličatost
- opatrovnictví, moralizuje, hodnotí, kontroluje
- nerozumné požadavky na způsob práce druhých, vtíravé a nevítané myšlenky a nápady
- vnitřní přesvědčení a logika: „Když nebudu 100% zodpovědný, může se mi zřítit svět. Když zavedu přesná pravidla, dopadne to dobře. Druzí jsou nezodpovědní.“

#### Anxiózní porucha osobnosti (F60.6)
Jiný název zahrnuje osobnost vyhýbavá (pozn.: anxiózní = úzkostný)
Mezi charakteristické znaky patří:
- trvalé a pronikavé pocity napětí a obav
- přesvědčení o vlastní sociální nešikovnosti, nedostatku osobní přitažlivosti a vlastní méněcennosti
- nechuť stýkat se s lidmi z obav, že nebude oblíben(a), přecitlivělost na odmítnutí a kritiku, nadměrně se zabývá kritikou druhých
- vyhýbá se nejistým sociálním a pracovním činnostem, nechce zodpovědnost, nenápadné výmluvy
- vnitřní přesvědčení a logika: „Jsem nežádoucí, neschopný, společensky neobratný. Kdyby mě lidé skutečně poznali, odmítli by mě. Když se budu přetvařovat, možná mě přijmou.“

#### Závislá porucha osobnosti (F60.7)
Jiné a dřívější názvy zahrnují osobnost astenická (pozn.: astenie = celková tělesná slabost), osobnost inadekvátní, osobnost pasivní, osobnost poraženecká.
Mezi charakteristické znaky patří:
- ponechávání odpovědnosti za důležitá životní rozhodnutí osobám, na nichž je postižený závislý, podřizuje jim vlastní potřeby, neochota mít na tyto osoby jakékoli požadavky
- přehnané obavy, že bude opuštěn a nebude schopen se o sebe postarat
- pěstuje závislé vztahy, rychle se sbližuje, přilne
- postižený se cítí bezmocný, neschopný, bez životní síly
- vnitřní přesvědčení a logika: „Jsem bezmocný. Kdybych se spoléhal na sebe, selhal bych. S pomocí druhých přežiji, budu šťastný apod. Potřebuji druhé, aby mi stále dodávali podporu a odvahu. Druzí by se o mě měli postarat.“

#### Jiné specifické poruchy osobnosti (F60.8)
Do této kategorie může být zařazena jakákoliv jiná specifická porucha osobnosti, kterou je lékař schopný spolehlivě definovat. Patří sem např. osobnost narcistická a osobnost pasivně agresivní. 

##### Osobnost narcistická
Charakteristické znaky: 
- velikášské představy o vlastní důležitosti
- fantazie o úspěchu, moci, vlastní skvělosti, kráse, …
- potřeba nekonečného obdivu
- víra, že je „zvláštní“; elitářství
- vyžaduje zvláštní privilegia
- chybění empatie, využívání druhých
- arogance, zpupnost
- téma závisti
- neustále se porovnává a soutěží (nezdravá soutěživost)
- vnitřní přesvědčení a logika: „Když se mnou druzí zacházejí normálně, znamená to, že si o mně myslí, že jsem horší. Jsem originál, potřebuji speciální pravidla.“

##### Osobnost pasivně agresivní
Charakteristické znaky: 
- neústupnost a prodlevy, pasivní rezistence
- neoprávněné stížnosti a nesmyslné požadavky, remcání
- mrzutost při požádání o práci, kterou nechce vykonávat
- kritika, pohrdání nadřízenými, mění pravidla
- bojkot společné práce
- vyhýbá se s výmluvou, že zapomněl, nedodržuje sliby, časy, termíny
- vnitřní přesvědčení a logika: „Druzí omezují moji svobodu. Kontrola od druhých, jejich zasahování, vyžadování a dominance jsou nesnesitelné. Jsem soběstačný. Musím si dělat věci po svém.“

### Poruchy osobnosti nespecifické (F60.9)
Tato kategorie obsahuje ty poruchy osobnosti, na které se nehodí žádný ze specifických popisů uvedených výše.

### Smíšené a jiné poruchy osobnosti (F61)
Tato kategorie obsahuje ty poruchy osobnosti nebo ty trvalé změny osobnosti, které není možné zařadit ani do F60.x ani do F62.x, například osobnosti s rysy několika poruch pod F60.x, ale bez převažujícího souboru symptomů, který by dovolil specifičtější diagnózu.

### Přetrvávající změny osobnosti (přisoudit poškození nebo nemoci mozku) (F62)
Tato kategorie obsahuje ty poruchy osobnosti a chování, které se vyvinuly následkem silně stresové zkušenosti (např. mučení zajatci, oběti terorismu) nebo následkem prodělaného psychiatrického onemocnění (po propuštění z léčebny) u osob, jež původně byly zdravé, bez osobnostní poruchy. Tyto osoby jsou charakterizovány nepřátelským nebo nedůvěřivým postojem k světu, sociální zdrženlivostí, pocity prázdnoty, beznaděje a odcizení. V případě propuštění z psychiatrické léčebny disponují přesvědčením, že člověk byl chorobou změněn nebo stigmatizován, že není schopen vytvářet a udržovat důvěrné osobní vztahy, pasivitou a redukovanými zájmy či zmenšeným zapojením do dřívějších aktivit.

## Etiopatogeneze

### Příčiny vzniku
Příčiny vzniku poruch osobnosti jsou biologické (genetické predispozice), dále prenatální (zátěžové faktory působící na těhotnou matku, např. stres, traumatické události, rozchod s partnerem, toxicita prostředí, užívání léků) a perinatální (porodní násilí, separace, prolomení rané vazby, drobná poranění mozku dítěte při porodu). Klíčové je potom rodinné prostředí v raném dětství – rizikový faktor představuje přítomnost rodiče s duševní poruchou nebo poruchou osobnosti, traumatizace dítěte, týrání nebo sexuální zneužívání dítěte, příliš tvrdá výchova i přílišné rozmazlování či neúplná rodina. Vzniká také na základě hyperprotektivity spojená s nelibostí rodičů v případě, že se u dítěte začnou objevovat přirozené tendence k autonomii a osamostatnění. Obecně působí negativně konfliktní emočně vypjaté prostředí nebo naopak prostředí lhostejné s minimem podnětů. Další vliv má i škola, vrstevníci a další kulturní a sociální vlivy – např. ztráta nebo opuštění blízké osoby.

### Prevalence
Poruchou osobnosti trpí v celosvětovém průměru asi 6–9 % populace, jiné studie udávají i vyšší údaje (10–15 %). Výskyt se zvyšuje v různých institucionálních zařízeních jako např. v psychiatrických léčebnách (30–50 %) nebo věznicích (u recidivistů podle různých výzkumů 40–90 %). 50–90 % narkomanů trpí poruchou osobnosti. Zdá se, že výskyt poruch v populaci je vyšší ve městech než na venkově a že prevalence s časem vzrůstá.
| Porucha           | Prevalence          | Vliv pohlaví                    | Poznámka                                                      |
| ----------------- | ------------------- | ------------------------------- | ------------------------------------------------------------- |
| Paranoidní        | 0,5–2,5 %           | častější u mužů                 | vyšší výskyt v rodinách se schizofrenií a s poruchami s bludy |
| Schizoidní        | 0,5–1 %             | častější u mužů                 | vyšší výskyt v rodinách se schizofrenií; nejisté údaje        |
| Disociální        | 0,2–9,4 %           | častější u mužů (2–7×)          | vliv dědičnosti poměrně dobře prokázán                        |
| Emočně nestabilní | 2–3 %               | častější u žen (2×)             |                                                               |
| Histrionská       | 6–45 %              | významně častější u žen[zdroj?] | především psychologické příčiny                               |
| Anankastická      | 6–8 %               | častější u mužů                 | předpokládá se genetická dispozice                            |
| Vyhýbavá          | 1 %                 | obě pohlaví stejně              | častá komorbidita s anankastickou                             |
| Závislá           | pravděpodobně častá | častější u žen                  |                                                               |

## Léčba
Lidé trpící poruchou osobnosti se málokdy léčí kvůli tomu, že jsou nespokojeni se svými osobnostními rysy. Považují je za přirozenou součást své povahy a jsou vesměs přesvědčeni o své „normalitě“. Pokud si uvědomují, že jim některé povahové rysy dělají problémy, nepovažují je za léčitelné. Společně s poruchou osobnosti se mohou objevit i jiné psychické potíže, jako jsou úzkosti, deprese, sklony k zneužívání alkoholu či drog, nebo závislost na nich, tendence k sebepoškozování, pokusy o sebevraždu, psychosomatické potíže (zdravotní potíže bez jasného tělesného původu), depersonalizace a derealizace, i přechodné psychotické stavy. Pacienti obvykle vyhledají léčbu právě kvůli svým aktuálním problémům. O změnu svých osobnostních rysů, která je nutná, aby se psychické problémy nevracely, však neusilují. Dožadují se odstranění svých nejrůznějších obtíží, ale zároveň snadno a rychle odmítají doporučení terapeuta. Nedostatečná spolupráce vede často k předčasnému ukončení léčby. Proto jsou poruchy osobnosti považovány za obtížně léčitelné. Ke zlepšení dochází relativně pomalu.
- dobře léčitelné poruchy osobnosti: závislá, histrionská, anankastická, vyhýbavá
- průměrně léčitelné poruchy osobnosti: emočně-nestabilní, hraniční
- špatně léčitelné poruchy osobnosti: paranoidní, narcistická a pasivně-agresivní, schizoidní, disociální [3]